# Fauna della Louisiana

La Louisiana, uno dei 50 stati che compongono gli Stati Uniti d'America, è situato nella parte sudorientale del paese e confina con Texas, Arkansas e Mississippi e con il Golfo del Messico a sud. Il suo territorio è diviso in alcune zone collinari pianeggianti e alcune paludose e ricche di acquitrini, il clima è subtropicale umido ed il paese è situato sul fiume Mississippi, che attraversa la Louisiana per circa 1000 km. Tutte queste caratteristiche hanno permesso lo sviluppo di molte specie tipiche delle zone paludose come alligatori e dugonghi, ma anche la presenza di molti animali tipici degli USA come orsi e cervi.

## Mammiferi
I mammiferi sono particolarmente presenti e variegati in Louisiana, qui si possono trovare i mammiferi classici degli Stati Uniti e qualche altro animale tipico delle paludi. Molto diffusi sono i roditori, tra questi ci sono: il coniglio di palude, lo scoiattolo grigio nordamericano, il tamia striato, lo scoiattolo volante meridionale, il castoro nordamericano, l'ondatra e la nutria, è presente anche l'unico marsupiale del Nordamerica, l'opossum della Virginia, e l'armadillo a nove fasce. I carnivori presenti si suddividono in ursidi, canidi, felini e mustelidi. L'unico urside presente in Louisiana è l'orso nero americano, presente con la sottospecie endemica dello stato, esso oltre ad essere l'animale simbolo dello stato dal 2016 non è più in pericolo di estinzione, tra i canidi possiamo trovare la volpe rossa, presente nel nord dello stato, il coyote e la volpe grigia, tra i mustelidi abbiamo il visone, la moffetta comune e la lontra di fiume nordamericana. L'unico felino presente è la lince rossa. Altri animali presenti sono: il cervo della Virginia, il procione e il lamantino dei Caraibi.

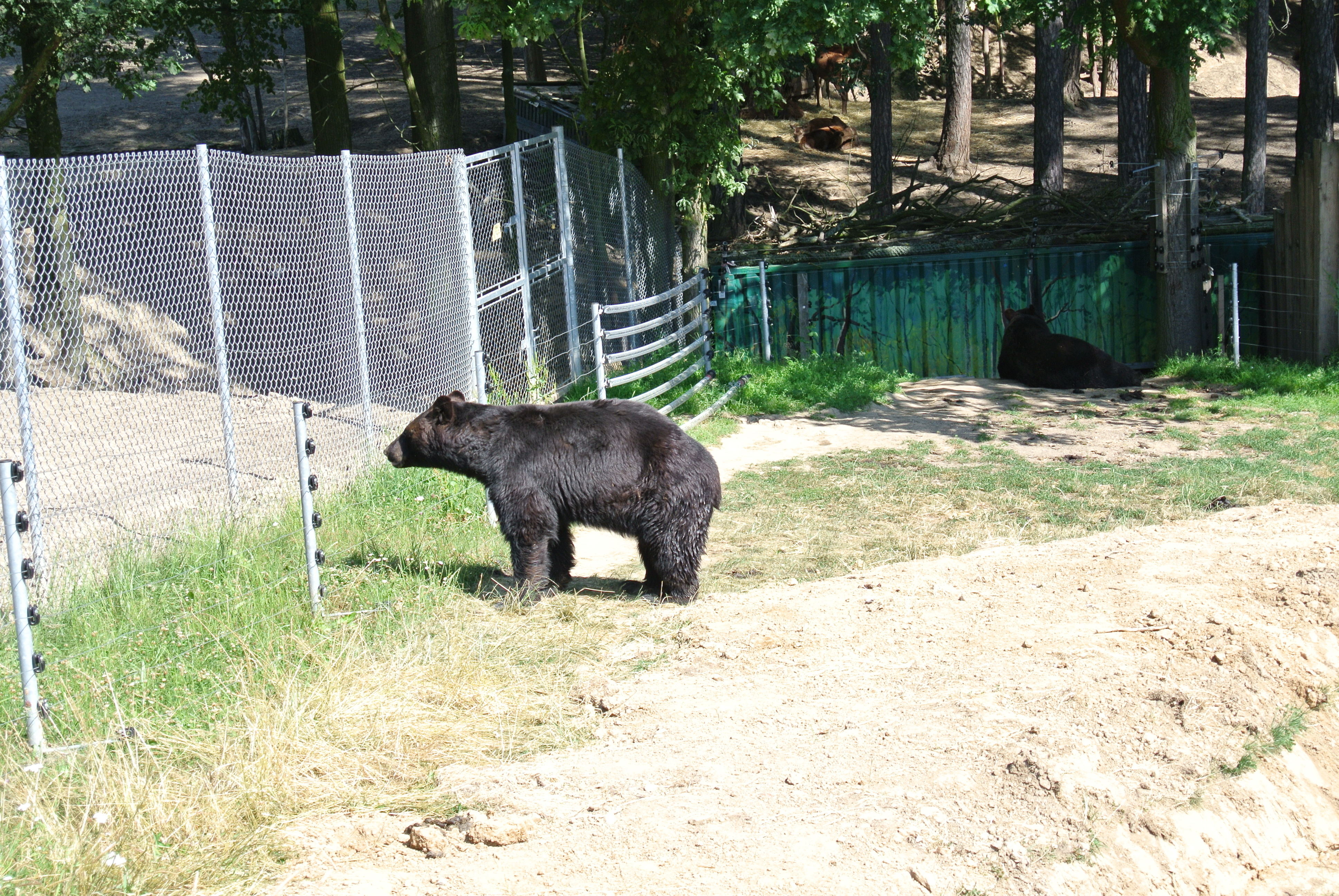
Il baribal o orso nero americano della Louisiana è il simbolo dello stato

## Uccelli
Gli uccelli presenti in Louisiana sono principalmente uccelli adatti alle mangrovie e alle paludi e uccelli acquatici,ma ci sono anche molti uccelli tipici degli USA, tra essi abbiamo: la cicogna americana, l'aninga americana, lo svasso cornuto, il pellicano bruno, la fregata magnifica, il cormorano dalla doppia cresta, il tarabuso americano, l'airone bianco maggiore, l'airone azzurro maggiore, l'airone guardabuoi, la nitticora, il mignattaio, il mestolone, l'anatra sposa, la gru canadese che sverna sul fiume Mississippi e nel Golfo del Messico, il picchio della coccarda, l'aquila reale, lo sparviero striato americano, il falco pescatore, il falco pellegrino, il gufo comune, il gufo della Virginia, il gufo di palude, il barbagianni, il tacchino selvatico e il colibrì golarubino.

## Rettili e anfibi
La Louisiana è particolarmente nota per i suoi rettili e gli anfibi che sono molto diffusi nello stato, la Louisiana, infatti è uno dei pochi stati ad ospitare specie di alligatori. Sono presenti alcune specie di tartarughe, ovvero la tartaruga verde, la tartaruga caretta e la tartaruga liuto per quanto riguarda le tartarughe di mare, ma le più famose sono senza dubbio quelle di acqua dolce, tra esse abbiamo: la tartaruga azzannatrice, la tartaruga alligatore, la tartaruga palustre americana, la tartaruga del fango, la tartaruga del muschio e la tartaruga dal guscio molle spinosa. Tra le lucertole è presente il falso camaleonte d'America. Sono presenti varie specie di serpenti, tra i quali: il serpente del fango, il serpente corallo nordamericano, il crotalo dei boschi e il serpente bocca di cotone detto anche mocassino acquatico. Sono diffusi gli alligatori del Mississippi. Tra gli anfibi sono presenti alcune specie di salamandre, tra cui: l'amfiuma tridattilo e l'amfiuma a due dita. Tra le rane si denota la presenza della rana toro.